# Juegos Olímpicos de Vancouver 2010
Los Juegos Olímpicos de Vancouver 2010, oficialmente conocidos como los XXI Juegos Olímpicos de Invierno, fueron un evento multideportivo internacional celebrado en la ciudad canadiense de Vancouver, Columbia Británica, entre el 12 y el 28 de febrero de 2010. Tras el fin de este evento, Vancouver organizó los X Juegos Paralímpicos de invierno entre el 12 y el 21 de marzo del mismo año.
La ciudad de Vancouver fue elegida por el Comité Olímpico Internacional por encima de las postulaciones de la surcoreana Pyeongchang y la austríaca Salzburgo. Esta fue la tercera postulación de Vancouver a unos Juegos Olímpicos de invierno y la tercera vez en que los Juegos Olímpicos se celebraron en Canadá, luego de Montreal 1976 y Calgary 1988. 
El costo de estos Juegos fue estimado en unos $1400 millones de dólares canadienses. Las ceremonias de inauguración y clausura se realizaron en el Estadio BC Place, mientras que los eventos deportivos se repartieron entre diversos recintos en Vancouver y sus suburbios y las pistas del centro de esquí de Whistler, ubicado 125 km al norte, y el de Cypress Mountain.
2.632 atletas se inscribieron inicialmente para los Juegos Olímpicos, superando la marca establecida por su antecesor, Turín 2006.
Por otra parte, dos atletas que formaron parte de esta Olimpiada, murieron trágicamente:
- Nodar Kumaritashvili, luger georgiano, quien se impactó fatalmente en la cabeza contra un poste de acero, al salir de la pista con su trineo a una velocidad de más de 143 kilómetros por hora, durante un entrenamiento poco antes del inicio de los Juegos.
- Jeret Peterson, saltador de esquí acrobático y medallista de plata estadounidense, quien se suicidó en julio de 2011.

## Elección

### Antecedentes

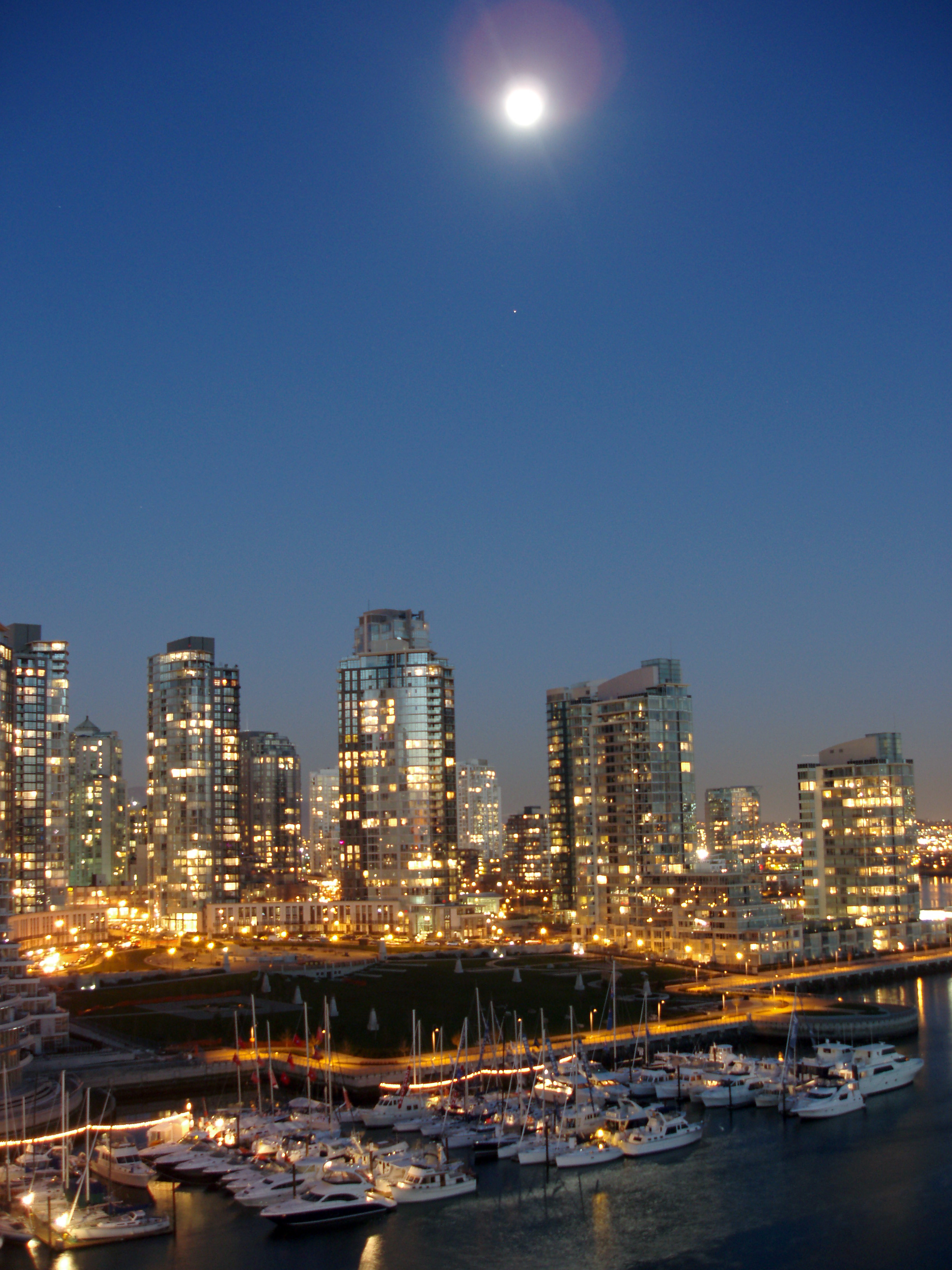
Vancouver, ubicada en la costa Pacífica de Canadá, tenía una población en 2006 de 578.041 habitantes y de más de 2,1 millones en su área metropolitana.

La provincia canadiense de Columbia Británica tiene una antigua tradición de candidaturas para los Juegos Olímpicos, que se remontan a un intento de candidatura para los eventuales Juegos Olímpicos de Grenoble 1968. El centro invernal de Whistler presentó una candidatura para los Juegos Olímpicos de invierno de 1976, en conjunto con la ciudad de Vancouver y los alrededores del monte Garibaldi. La candidatura de Vancouver-Garibaldi obtuvo 9 votos siendo eliminada en primera ronda, en la elección del 12 de mayo de 1970 que finalmente ganaría la ciudad estadounidense de Denver. Sin embargo, un plebiscito realizado en dicha ciudad el 12 de noviembre de 1972 fue rechazado, impidiendo la entrega de unos 5 millones de dólares al comité organizador. Sin financiamiento, Denver rechazó ser sede de los Juegos, ante lo cual el Comité Olímpico Internacional solicitó el apoyo de Whistler, pero el nuevo gobierno de Columbia Británica declinó la oferta debido a los altos costos involucrados; finalmente, la ciudad austríaca de Innsbruck organizó el evento. Whistler intentaría ser sede nuevamente de los Juegos Olímpicos de invierno de 1980, pero finalmente renunciaría semanas antes de la votación, dando paso a la elección unánime de Lake Placid, en Estados Unidos.
Canadá albergó los Juegos Olímpicos de Montreal 1976 y posteriormente la ciudad de Calgary, en Alberta, sería electa como sede de los Juegos Olímpicos de invierno de 1988. Esta sucesión de eventos olímpicos detuvo la postulación de Vancouver por más de dos décadas, pero no la de otras ciudades. La ciudad de Toronto, por ejemplo, postuló a celebrar los Juegos Olímpicos de 1996 (realizados en Atlanta), mientras la ciudad de Quebec lo hizo para los Juegos Olímpicos de invierno de 2002 (celebrados en Salt Lake City). Para los Juegos Olímpicos de 2008, surgió una propuesta de presentar una candidatura binacional entre Vancouver y Seattle, pero el COI la rechazó; así, Toronto fue seleccionada como la candidata canadiense para estos juegos, llegando a ser considerada una de las favoritas y de las mejores calificadas entre todas las candidatas- Pese a ello, el 13 de julio de 2001, Toronto fue derrotada ampliamente por Pekín con 22 votos a favor contra 55.
Tras la derrota de Toronto, el Comité Olímpico Canadiense decidió presentar una candidatura para los Juegos Olímpicos de invierno de 2010. Tres ciudades presentaron precandidaturas ante el COC: Vancouver junto a Whistler, Calgary y Quebec. Aunque Quebec era considerada la favorita, tenía en contra la inestabilidad política (a menos de cuatro años del plebiscito independentista derrotado por un leve margen) y el bajo apoyo concitado en la elección de la sede de 2002. El comité pro Vancouver, en tanto, intentó enfocar la ventaja de usar Whistler, considerado ampliamente como uno de los mejores centros invernales del continente, muy por sobre el quebequense Mont-Tremblant. En una primera ronda de votaciones realizada el 21 de noviembre de 1998, Vancouver-Whistler tuvo 26 votos, seguido de 25 para la capital quebequense y 21 para Calgary. En el balotaje realizado entre las dos ciudades con mayor votación, la candidatura de Vancouver alcanzó la victoria con 40 votos frente a los 32 de Quebec. Así, Vancouver decidió presentar su tercera candidatura olímpica en la historia.

### Evaluación técnica
Ocho ciudades presentaron sus postulaciones ante el Comité Olímpico Internacional antes del cierre del proceso de recepción, el 4 de febrero de 2002. Junto a Vancouver, también fueron ciudades aspirantes Andorra la Vieja, Berna, Harbin, Jaca, Pyeongchang, Salzburgo y Sarajevo. 
Siguiendo el sistema de elección y evaluación implementado con el fin de solucionar los problemas de corrupción detectados en la elección de la sede de los Juegos Olímpicos de Salt Lake City 2002, las «ciudades aspirantes» fueron sometidas a una revisión técnica por parte del Grupo de Trabajo de Aceptación de Candidaturas, que las evaluaría y procedería a establecer cuales de ellas no alcanzaban los requerimientos mínimos, para que los miembros del Comité Olímpico Internacional pudieran concentrar su elección sobre las restantes que sí los alcanzaban.
El Grupo de Trabajo presentó el informe el 11 de julio de 2002. Para su realización examinó a las candidatas en diez rubros (apoyo gubernamental y de la opinión pública, infraestructura general, infraestructura deportiva, villa olímpica, condiciones ambientales e impacto, alojamiento, transporte, seguridad, experiencia previa y finanzas) y confeccionó una tabla de "concepto general" con el fin de descartar a aquellas que no estaban en condiciones de ser sede olímpica en 2008. A tal fin, el Grupo de Trabajo consideró que, en una calificación de 0 a 10, no debería elegirse una ciudad que tuviera una calificación menor a 6.
Vancouver estuvo entre las mejores ciudades calificadas en las casi la totalidad de los temas analizados por el Grupo de Trabajo y su calificación final fue la mejor dentro de las ocho candidaturas. Su candidatura recibió las siguientes calificaciones por rubro, ordenados de manera decreciente de acuerdo a la mínima:
1. Villa olímpica: 80-93
2. Infraestructura deportiva: 76-85
3. Experiencia: 70-83
4. Alojamiento: 70-85
5. Transporte: 69-81
6. Seguridad: 68-78
7. Condiciones ambientales: 67-85
8. Financiamiento: 64-76
9. Apoyo del gobierno y la población: 60-81
10. Infraestructura general: 55-70

Vancouver obtuvo su puntuación más baja en infraestructura general debido a la larga distancia, superior a los 100 kilómetros, de la carretera que conecta Vancouver con Whistler y su estado, mientras sus mayores calificaciones fueron relacionadas respecto a la infraestructura deportiva y la experiencia. Salzburgo, la principal competidora, superó en varios puntos a Vancouver llegando a calificaciones cercanas a perfectas pero tuvo una calificación mediocre respecto a la villa olímpica. Según la evaluación, Vancouver y Salzburgo estaban por sobre las condiciones mínimas requeridas, mientras Berna y Pyeongchang estaban justo en las condiciones mínimas. El resto de las candidaturas estaban por debajo de las condiciones mínimas y fueron posteriormente rechazadas por el COI.

### Votación
Una vez seleccionadas las cuatro ciudades candidatas, el 28 de agosto de 2002, éstas comenzaron los preparativos finales para la elección. Las ciudades de Berna y Vancouver decidieron realizar plebiscitos para confirmar sus candidaturas; mientras en Vancouver los resultados fueron favorables (con un 63,9% de apoyo y una participación del 46% del electorado, el 22 de febrero de 2003), Berna debió retirarse del proceso luego de que cerca del 80% de su población rechazara la candidatura en el referendo del 27 de septiembre de 2002.
Vancouver y Salzburgo eran las favoritas dentro de las tres ciudades candidatas, especialmente debido a su impecable presentación ante el Grupo de Trabajo. Sin embargo, la influencia geopolítica fue extremadamente fuerte. Salzburgo sufría de la elección de la cercana ciudad italiana de Turín para los Juegos Olímpicos de invierno de 2006 y era prácticamente improbable que, dado los patrones de rotación entre los continentes, Europa Occidental organizara dos juegos seguidos. A eso se sumaba la presión de otros países de Europa que tenían ambiciones olímpicas para los Juegos Olímpicos de 2012, cuya elección se realizaría una vez finalizada la de 2010 (y en la que finalmente, París, Madrid, Moscú y Londres postularon, con la capital británica obteniendo la victoria). Vancouver era considerada para muchos demasiado pronto después de Calgary 1988, con apenas 24 años de diferencia; a eso se sumaba el hecho de que muchos canadienses esperaban que Toronto postulara para 2012, lo que sería imposible en caso de obtener una victoria. Sin embargo, la derrota de la misma Toronto ante Pekín sirvió de una suerte de aliciente para Vancouver, usando la carta de "premio de consuelo" ante algunos miembros del COI. Pyeongchang, en tanto, estableció un fuerte grupo de presión apelando a la falta de eventos en la península coreana, quienes pese a tener un importante desarrollo olímpico, solo habían realizado los Juegos Olímpicos de Seúl 1988.
La elección fue realizada en el marco de la 115.ª sesión del Comité Olímpico Internacional, celebrada el 2 de julio de 2003, en Praga, capital de la República Checa. En la primera votación, el lobby realizado por Pyeongchang tuvo resultado y congregó 51 votos, solo cuatro votos menos que los necesarios para ganar en primera vuelta. Vancouver obtuvo 41 y Salzburgo fue eliminada con 16 votos, marcando una gran sorpresa para los especialistas que consideraban a la ciudad austríaca como la favorita. Pese a que Pyeongchang alcanzó una votación tan alta, no logró encantar a los votantes de Salzburgo que se volcaron masivamente por Vancouver. Así, la ciudad canadiense fue elegida por 56 votos contra 53 de la localidad sudcoreana, en uno de los resultados más estrechos de las votaciones olímpicas.

## Organización
En 2004, el costo de los Juegos fue estimado en 1.354 millones de dólares canadienses; dicha cifra ha sido fuertemente cuestionada y ya a mediados de 2009 se estimaba que el costo ascendía a $1.760 millones. De estos, 647 millones de dólares fueron entregados por el gobierno provincial, principalmente para renovar y construir las sedes entre Vancouver y Whistler y para la seguridad del evento, a cargo de la Policía Real Montada del Canadá, que sufrió uno de los aumentos más grandes, pasando de los 200 millones de dólares originales a más de 900 millones. A medida que se acercaron los Juegos, el costo estimado para la realización de los Juegos fue nuevamente estimado, llegando a un monto cercano a los 6 mil millones de dólares canadienses, mientras los beneficios de los Juegos proyectados inicialmente por sobre los 10 mil millones se redujeron a cerca de mil millones, provocando un importante descenso en el apoyo de la ciudadanía a la realización de los Juegos.

### Sedes e instalaciones deportivas

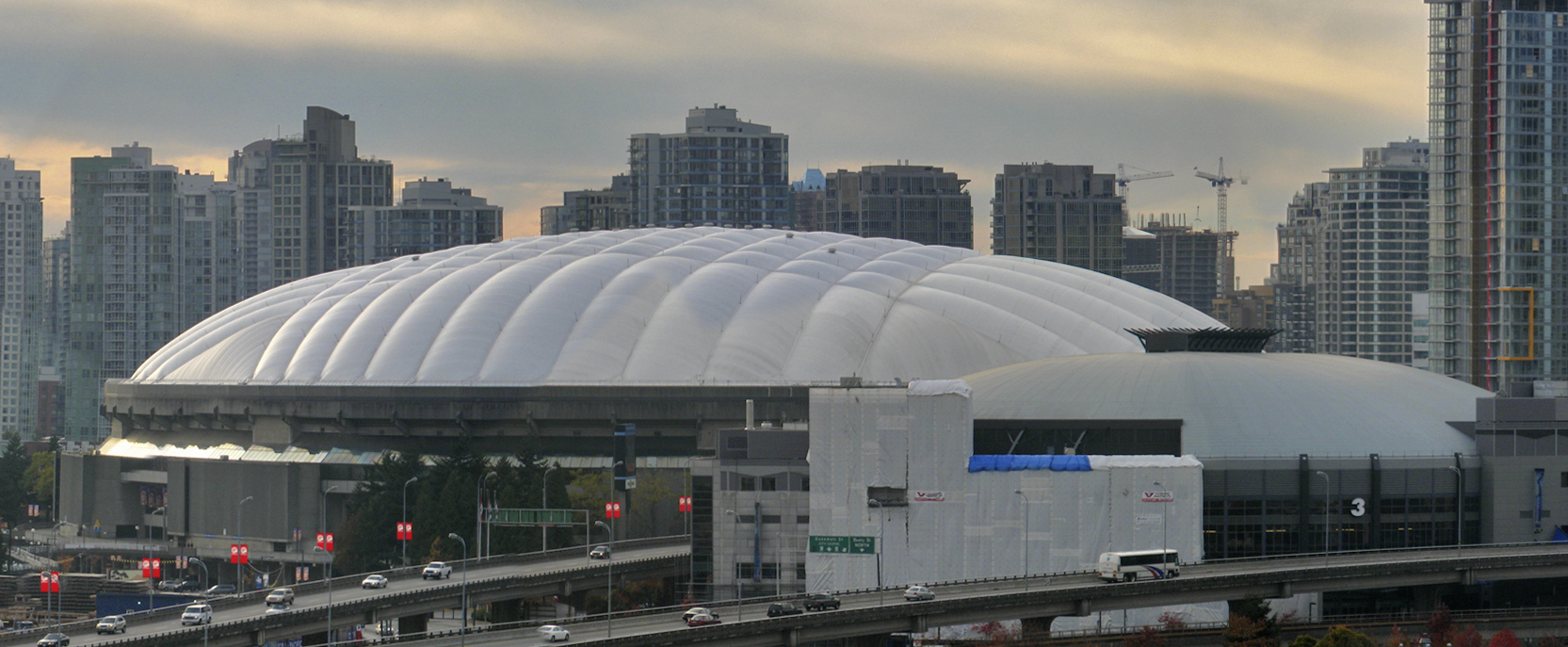
El Estadio BC Place, sede de las ceremonias de apertura y clausura, que se realizaron por primera vez bajo techo.

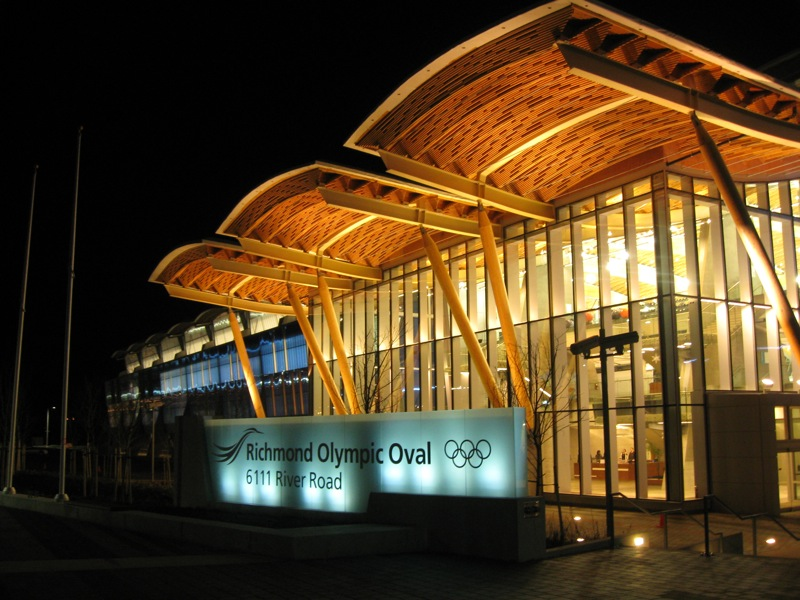
El Óvalo Olímpico, sede del patinaje de velocidad, se localiza en el suburbio de Richmond.

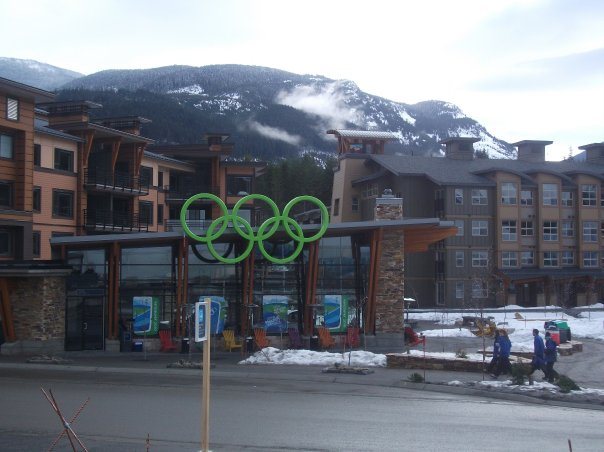
Acceso a la Villa Olímpica de Whistler.

La ciudad de Vancouver contó con cuatro recintos que acogieron las competiciones de patinaje artístico, hockey sobre hielo, curling y patinaje de velocidad en pista corta, además del estadio donde se celebraron las ceremonias de apertura, clausura y entrega de medallas. En el suburbio de Richmond, situado al sur de Vancouver, se celebraron las competiciones de patinaje artístico, mientras en el distrito de West Vancouver, 30 km al oeste, tuvieron lugar los eventos de snowboard y esquí acrobático en el centro invernal de Cypress Mountain, ubicado a una altitud de 900 metros sobre el nivel del mar.
150 km al norte de la ciudad de Vancouver, en pleno corazón de la Cordillera Costera, se encuentra la localidad de Whistler, que fue la sede de los deportes de esquí, biatlón y bobsleigh. Dos villas olímpicas fueron construidas, una en el barrio de False Creek de Vancouver y otra en Whistler, mientras el centro de prensa se localizó en el Centro de Convenciones y Exposiciones de Vancouver.
Vancouver
- Estadio BC Place – ceremonias de apertura, clausura y entrega de medallas
- Canada Hockey Place – hockey sobre hielo
- Centro de Deportes de Invierno de la UBC – hockey sobre hielo
- Coliseo del Pacífico – patinaje artístico y patinaje de velocidad en pista corta
- Centro Olímpico de Vancouver – curling

Richmond
- Óvalo Olímpico de Richmond – patinaje de velocidad

West Vancouver
- Cypress Mountain – esquí acrobático y snowboard

Whistler
- Whistler Creekside – esquí alpino
- Parque Olímpico de Whistler – biatlón, esquí de fondo, combinado nórdico y saltos en esquí
- Whistler Sliding Centre – bobsleigh, luge y skeleton

## Antorcha Olímpica

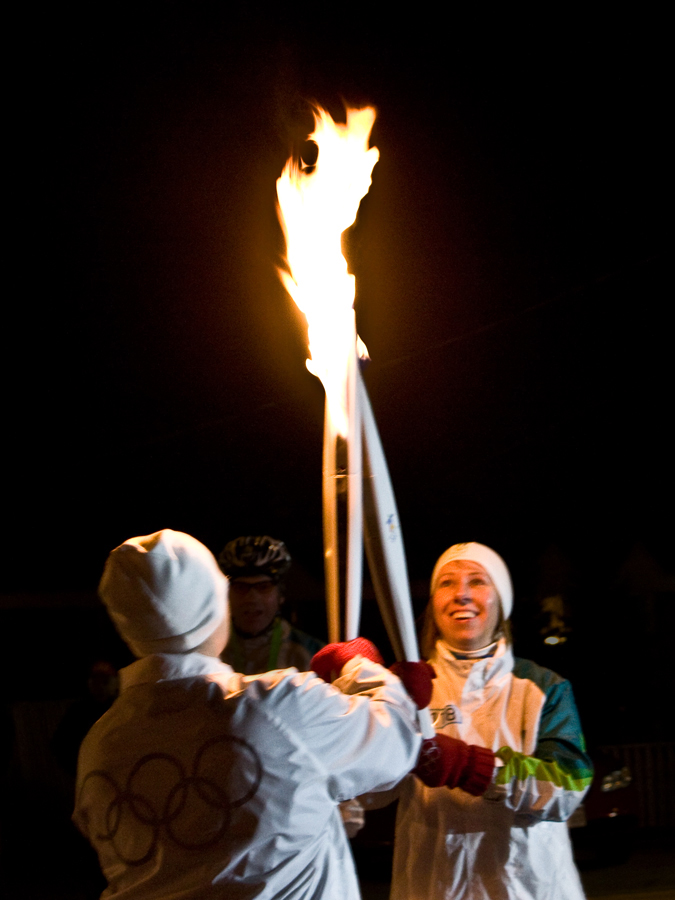
Antorcha Olímpica siendo transferida

Del 22 de octubre de 2009 al 12 de febrero de 2010, más de 12000 relevistas llevaron la antorcha olímpica en un recorrido de más de 45000 kilómetros que comenzó en Olimpia (Grecia) y luego fue a Atenas antes de recorrer suelo canadiense. En Canadá, la ruta fue (a grandes rasgos) la siguiente:
Victoria - Whitehorse - Yellowknife - Churchill - Iqaluit - St. Johns - Halifax - Quebec - Montreal - Ottawa - Toronto - Winnipeg - Calgary - Prince George - Vancouver

## Deportes
Quince deportes invernales fueron incluidos en el calendario de los Juegos Olímpicos de Vancouver 2010. De estos, ocho se clasificaron como "deportes de hielo": bobsleigh, luge, skeleton, hockey sobre hielo, patinaje artístico, patinaje de velocidad, patinaje de velocidad sobre pista corta y curling; tres deportes como "alpinos": esquí alpino, esquí acrobático y snowboard y los últimos cuatro como "nórdicos": biatlón, combinado nórdico, esquí de fondo y salto de esquí.
La siguiente lista muestra las 15 disciplinas deportivas participantes en los Juegos Olímpicos de Vancouver, con un total de 86 eventos (entre paréntesis el número de cada uno):
| - Biatlón (10) - Bobsleigh (3) - Combinado nórdico (3) - Curling (2) - Esquí acrobático (6) | - Esquí alpino (10) - Esquí de fondo (12) - Hockey sobre hielo (2) - Luge (3) - Patinaje artístico (4) | - Patinaje de velocidad en pista corta (8) - Patinaje de velocidad (12) - Saltos de esquí (3) - Skeleton (2) - Snowboard (6) |

## Participantes

### Países

Países participantes en los Juegos Olímpicos de Vancouver 2010.

Para los Juegos Olímpicos de Vancouver, 82 comités olímpicos nacionales lograron presentar atletas, superando la marca establecida en 2006, con 80 países. En estos Juegos, Colombia, Ghana, las Islas Caimán, Pakistán y Perú participaron por primera vez, mientras Montenegro y Serbia mandaron sus primeros equipos como naciones independientes tras el fin de su selección unificada. Los equipos de Jamaica, Marruecos y México regresan luego de no estar presentes en los Juegos Olímpicos de Turín 2006. Tonga intentó realizar su debut en los Juegos invernales con un competidor en luge, pero este se estrelló en la ronda final de clasificación, quedando fuera del torneo olímpico.
Por otro lado, siete países que participaron en Turín 2006 no participaron de Vancouver 2010: Costa Rica, Kenia, las Islas Vírgenes Estadounidenses, Luxemburgo, Madagascar, Tailandia y Venezuela. El caso más importante fue de Luxemburgo, país con una larga tradición olímpica, y que pese a clasificar dos atletas en esquí alpino, debió retirarse debido a que uno no cumplía con los requerimientos establecidos por el comité local, mientras el otro sufrió una lesión.

### Atletas
La siguiente tabla muestra a los países participantes en los Juegos Olímpicos de Vancouver 2010 y el número de atletas representantes:
| Lista de naciones participantes | Lista de naciones participantes | Lista de naciones participantes |
| --- | --- | --- |
| - Albania (ALB), 1 - Alemania (GER), 153 - Andorra (AND), 6 - Argelia (ALG), 1 - Argentina (ARG), 7 - Armenia (ARM), 4 - Australia (AUS), 40 - Austria (AUT), 81 - Azerbaiyán (AZE), 2 - Bélgica (BEL), 9 - Bermudas (BER), 1 - Bielorrusia (BLR), 50 - Bosnia y Herzegovina (BIH), 5 - Brasil (BRA), 5 - Bulgaria (BUL), 19 - Canadá (CAN), 206 - Chile (CHI), 3 - China (CHN), 90 - China Taipéi (TPE), 1 - Chipre (CYP), 2 - Colombia (COL), 1 - Corea del Norte (PRK), 2 - Corea del Sur (KOR), 46 - Croacia (CRO), 18 - Dinamarca (DEN), 18 - Eslovaquia (SVK), 73 - Eslovenia (SLO), 50 | - España (ESP), 18 - Estados Unidos (USA), 215 - Estonia (EST), 30 - Etiopía (ETH), 1 - Finlandia (FIN), 95 - Francia (FRA), 108 - Georgia (GEO), 8 - Ghana (GHA), 1 - Grecia (GRE), 7 - Hong Kong (HKG), 1 - Hungría (HUN), 16 - India (IND), 3 - Irán (IRI), 4 - Irlanda (IRL), 6 - Islandia (ISL), 4 - Islas Caimán (CAY), 1 - Israel (ISR), 3 - Italia (ITA), 109 - Jamaica (JAM), 1 - Japón (JPN), 94 - Kazajistán (KAZ), 38 - Kirguistán (KGZ), 2 - Letonia (LAT), 59 - Líbano (LIB), 3 - Liechtenstein (LIE), 7 - Lituania (LTU), 8 - Marruecos (MAR), 1 - México (MEX), 1 | - Moldavia (MDA), 7 - Mónaco (MON), 3 - Mongolia (MGL), 2 - Montenegro (MNE), 1 - Nepal (NEP), 2 - Noruega (NOR), 99 - Nueva Zelanda (NZL), 16 - Países Bajos (NED), 34 - Pakistán (PAK), 1 - Perú (PER), 3 - Polonia (POL), 50 - Portugal (POR), 1 - Reino Unido (GBR), 52 - República Checa (CZE), 92 - República de Macedonia (MKD), 4 - Rumania (ROU), 29 - Rusia (RUS), 177 - San Marino (SMR), 2 - Senegal (SEN), 1 - Serbia (SRB), 10 - Sudáfrica (RSA), 2 - Suecia (SWE), 106 - Suiza (SUI), 146 - Tayikistán (TJK), 1 - Turquía (TUR), 5 - Ucrania (UKR), 47 - Uzbekistán (UZB), 3 |

### Número de personas
| Códigos del COI | Países | Deportistas |
| --------------- | ------ | ----------- |

## Desarrollo

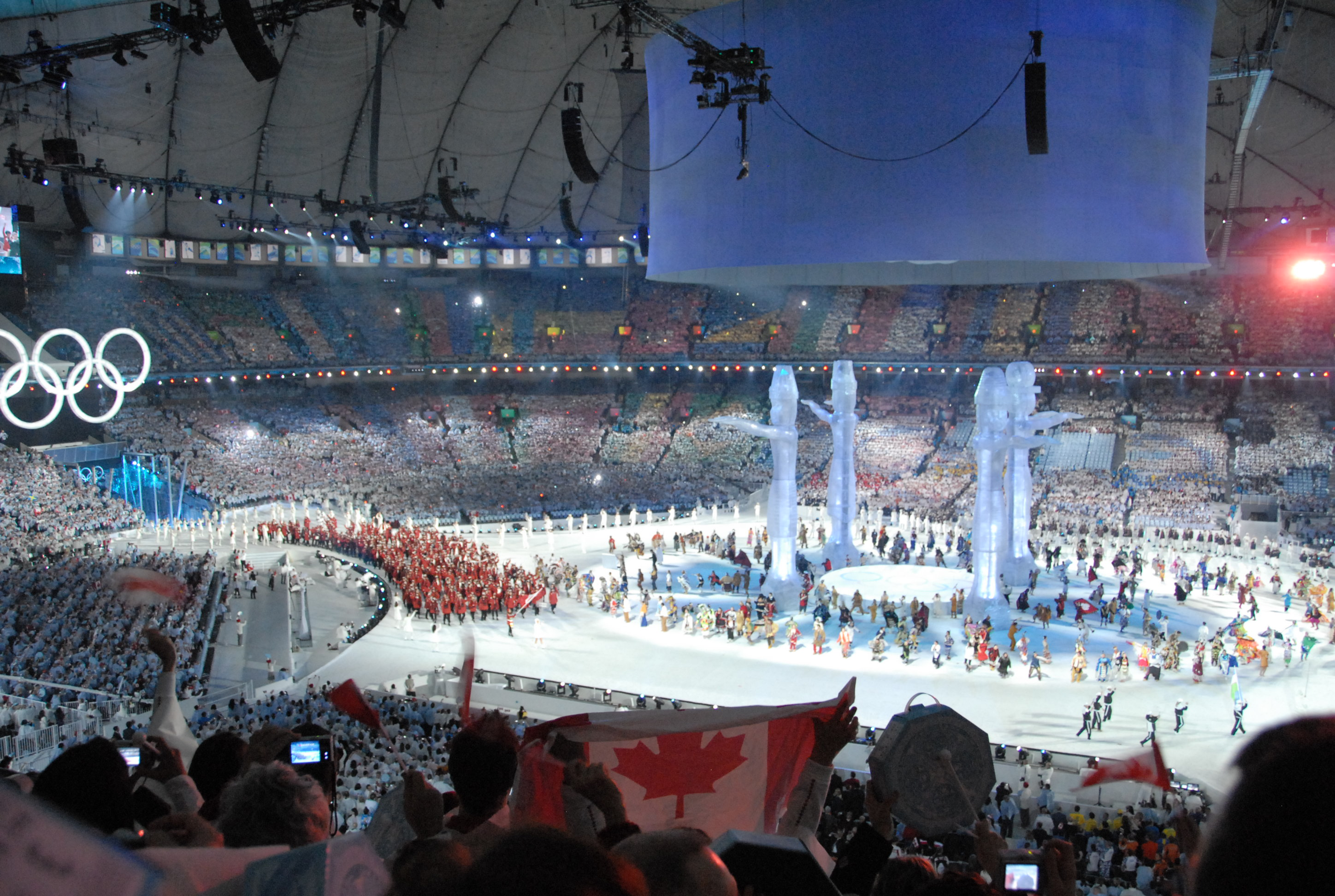
Vista de la ceremonia de apertura de los Juegos Olímpicos de Vancouver 2010.

### Calendario
En los Juegos Olímpicos de Vancouver 2022  se llevaron a cabo 86 competiciones en 15 disciplinas deportivas. En la tabla siguiente se detallan los días en que se efectuaron las competiciones de cada deporte. Las celdas en azul corresponden a los días en que dicha disciplina fue disputada y las celdas en amarillo corresponden a las fechas en que se disputaron las finales de eventos respectivos a esa disciplina, y el número indica la cantidad de finales disputada en esa fecha. La ceremonia de apertura se inició el día 12 a las 18:00 (UTC-7, hora de Vancouver).
| Febrero                              | V 12 | S 13 | D 14 | L 15 | M 16 | M 17 | J 18 | V 19 | S 20 | D 21 | L 22 | M 23 | M 24 | J 25 | V 26 | S 27 | D 28 | T  |
| ------------------------------------ | ---- | ---- | ---- | ---- | ---- | ---- | ---- | ---- | ---- | ---- | ---- | ---- | ---- | ---- | ---- | ---- | ---- | -- |
| Ceremonias                           | A    |      |      |      |      |      |      |      |      |      |      |      |      |      |      | G    | C    |    |
| Biatlón                              |      | 1    | 1    |      | 2    |      | 2    |      |      | 2    |      |      |      |      | 2    |      |      | 10 |
| Bobsleigh                            |      |      |      |      |      |      |      |      |      | 1    |      | 1    |      |      |      | 1    |      | 3  |
| Combinado nórdico                    |      |      | 1    |      |      |      |      |      |      |      |      | 1    |      | 1    |      |      |      | 3  |
| Curling                              |      |      |      |      |      |      |      |      |      |      |      |      |      |      | 1    | 1    |      | 2  |
| Esquí alpino                         |      | 1    | 1    |      | 1    | 1    |      | 1    | 1    | 1    |      |      | 1    |      | 1    | 1    |      | 10 |
| Esquí acrobático                     |      | 1    | 1    |      |      |      |      |      |      | 1    |      | 1    | 1    | 1    |      |      |      | 6  |
| Esquí de fondo                       |      |      |      | 2    |      | 2    |      | 1    | 1    |      | 2    |      | 1    | 1    |      | 1    | 1    | 12 |
| Hockey sobre hielo                   |      |      |      |      |      |      |      |      |      |      |      |      |      | 1    |      |      | 1    | 2  |
| Luge                                 |      |      | 1    |      | 1    | 1    |      |      |      |      |      |      |      |      |      |      |      | 3  |
| Patinaje artístico                   |      |      |      | 1    |      |      | 1    |      |      |      | 1    |      |      | 1    |      |      |      | 4  |
| Patinaje de velocidad                |      | 1    | 1    | 1    | 1    | 1    | 1    |      | 1    | 1    |      | 1    | 1    |      |      | 2    |      | 12 |
| Patinaje de velocidad en pista corta |      | 1    |      |      |      | 1    |      |      | 2    |      |      |      | 1    |      | 3    |      |      | 8  |
| Saltos de esquí                      |      | 1    |      |      |      |      |      |      | 1    |      | 1    |      |      |      |      |      |      | 3  |
| Skeleton                             |      |      |      |      |      |      |      | 2    |      |      |      |      |      |      |      |      |      | 2  |
| Snowboard                            |      |      |      | 1    | 1    | 1    | 1    |      |      |      |      |      |      |      | 1    | 1    |      | 6  |
| TOTAL                                |      | 6    | 6    | 5    | 6    | 7    | 5    | 4    | 6    | 6    | 4    | 4    | 5    | 5    | 8    | 7    | 2    | 86 |
| Febrero                              | V 12 | S 13 | D 14 | L 15 | M 16 | M 17 | J 18 | V 19 | S 20 | D 21 | L 22 | M 23 | M 24 | J 25 | V 26 | S 27 | D 28 | T  |

### Medallero

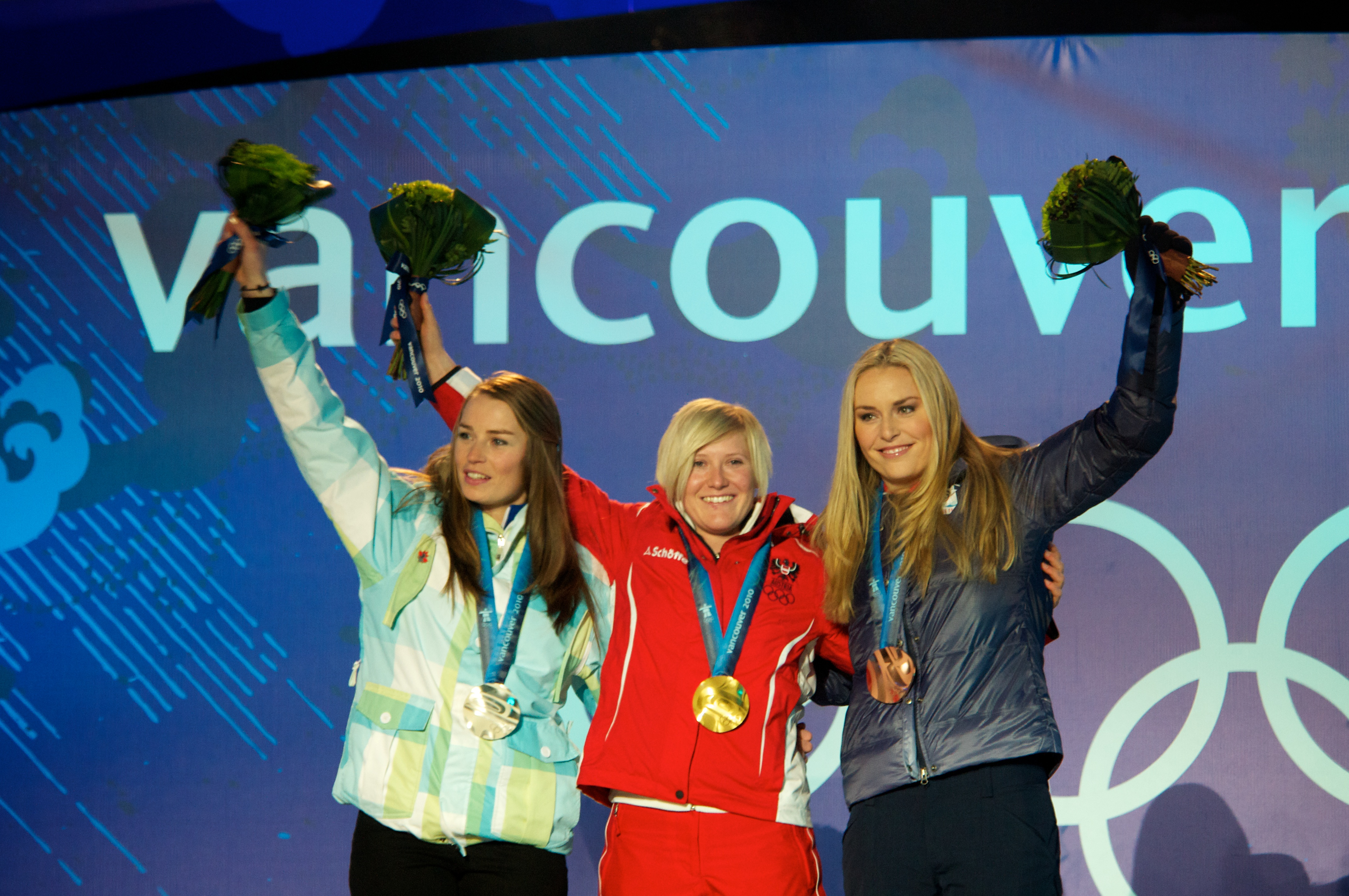
Las ganadoras de medallas en la prueba de Super G femenino: Tina Maze (plata), Andrea Fischbacher (oro) y Lindsey Vonn (bronce).

País organizador (Canadá)
| Núm. | País           | Oro | Plata | Bronce | Total |
| ---- | -------------- | --- | ----- | ------ | ----- |
| 1    | Canadá         | 14  | 7     | 5      | 26    |
| 2    | Alemania       | 10  | 13    | 7      | 30    |
| 3    | Estados Unidos | 9   | 15    | 13     | 37    |
| 4    | Noruega        | 9   | 8     | 6      | 23    |
| 5    | Corea del Sur  | 6   | 6     | 2      | 14    |
| 6    | Suiza          | 6   | 0     | 3      | 9     |
| 7    | China          | 5   | 2     | 4      | 11    |
| 7    | Suecia         | 5   | 2     | 4      | 11    |
| 9    | Austria        | 4   | 6     | 6      | 16    |
| 10   | Países Bajos   | 4   | 1     | 3      | 8     |

### Estelares
- Didier Defago (Suiza) y Lindsay Vonn (Estados Unidos); ganadores del descenso en esquí.
- Simon Ammann (Suiza); oro en saltos de esquí.
- Equipos de Hockey de Canadá, oro en sus respectivas categorías.

### Muerte de Nodar Kumaritashvili

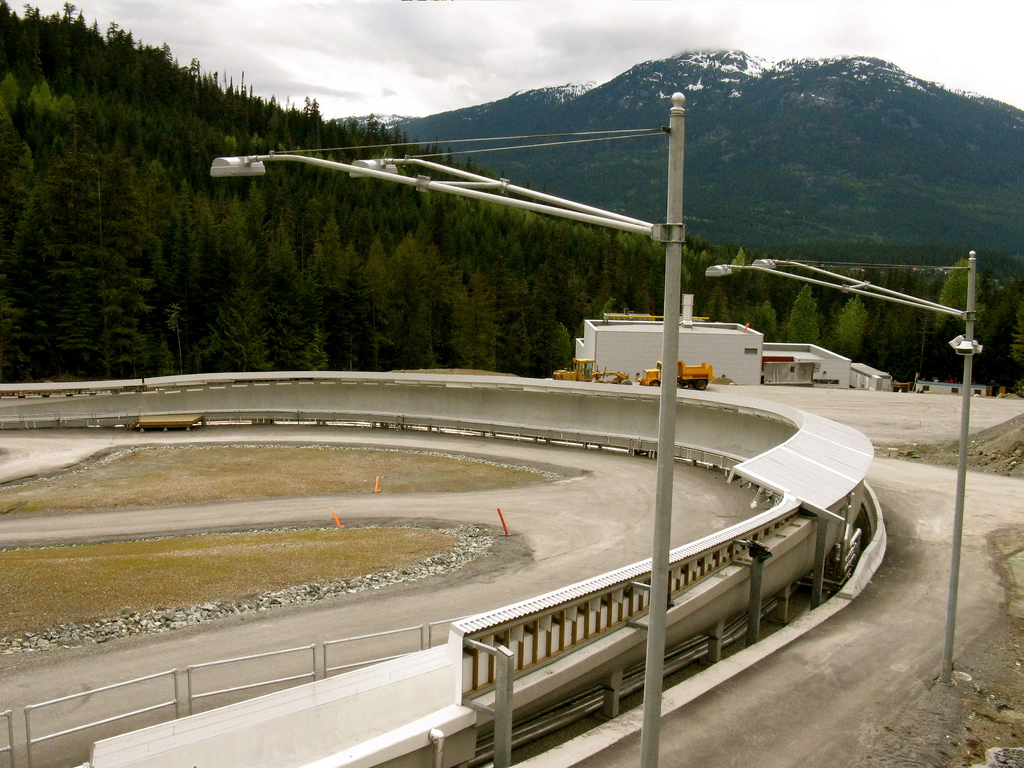
Vista parcial de la pista de deslizamiento de Whistler, donde falleció Kumaritashvili.

Los Juegos Olímpicos de Invierno comenzaron de luto por una muerte que ocurrió horas antes de la apertura.
El georgiano Nodar Kumaritashvili murió el 12 de febrero tras sufrir un terrible accidente, mientras se entrenaba para la prueba de luge masculino, en la pista de Whistler, se piensa que iba a más de 145 km/h informaron fuentes del COI, saliendo disparado del carril. El deportista, de 21 años, fue sometido a maniobras de reanimación en el mismo lugar del accidente y posteriormente trasladado a un centro médico, donde falleció.
Kumaritashvili había competido en cinco carreras de la Copa del Mundo de luge de esta temporada y ocupaba el puesto 44 del ranking mundial.